# Pseudonortonia rufoquadripustulata
Pseudonortonia rufoquadripustulata är en stekelart som först beskrevs av Peter Cameron 1910.
Pseudonortonia rufoquadripustulata ingår i släktet Pseudonortonia och familjen Eumenidae. Inga underarter finns listade i Catalogue of Life.